# Goldineshuntare
Die Goldineshuntare, auch Goldinshuntare, ist eine frühmittelalterliche Gaugrafschaft bzw. ein Untergau, Cent oder Huntare des fränkischen Reiches.

## Geographie
Die Goldineshuntare lag nördlich des Linzgaus im Gebiet des heutigen Landkreises Sigmaringen in Baden-Württemberg.

## Geschichte

### Vorgeschichte
In der zweiten Hälfte des 5. Jahrhunderts versuchten die Alemannen nach Norden vorzudringen, wurden aber von den Franken aufgehalten und von deren König Chlodwig I. im Jahre 496 besiegt.
Die Entscheidung war mit diesem Sieg noch nicht gefallen, denn in den ersten Jahren des 6. Jahrhunderts erhoben sich die Alemannen von neuem, wurden aber endgültig geschlagen und waren gezwungen, das Land am Mittelrhein an die Franken abzutreten. Südlich der Donau hielten sich die Alemannen bis zum Tod des Ostgotenkönigs Theoderich 526, unter dessen Schirmherrschaft sie sicher waren.
Bald darauf wurde auch dieser Teil des alemannischen Stammes auf friedliche Weise unter dem Frankenkönig Theudebert I. dem fränkischen Reich einverleibt. Anfangs noch im ganzen 6. Jahrhundert abhängig von der Zentralgewalt, war der alemannische Herzog zu Anfang des 8. Jahrhunderts völlig selbstständig. 744 bereitete Pippin der Jüngere, der Vater Karls des Großen, den Unabhängigkeitsbestrebungen der Alemannen unter Theubald ein Ende, während dessen Bruder Karlmann 746 die alemannischen Großen beim Blutgericht zu Cannstatt niederschlug. Das Herzogtum wurde beseitigt und Alemannien als ein Teil des Fränkischen Reiches unmittelbar dem König unterstellt. Die Verwaltung des Landes wurde mehreren Gaugrafen übertragen. Die Franken zerschlugen die letzten alemannisch-schwäbischen Strukturen im Jahr 749 mit der Gefangennahme und Entmachtung des letzten alemannischen Führers Lantfried II.

### Ersterwähnung
Die Ersterwähnung des „pagello Goldineshuntare“ stammt aus einer Urkunde des Königs Ludwig des Deutschen vom Jahr 854, mit der die Streitigkeiten zwischen dem Kloster St. Gallen und dem Bischof von Konstanz beigelegt werden. Es wird darin der Ort Herbertingen zu dem Gau gezählt, wo das Kloster eine Hube (Gehöft) dem Bistum Konstanz abtrat („in comitatu Udalrici comitis, in pagello Goldineshuntare, in villa Heriprehtinga“).
Der Name Goldinshuntare rührt laut Gustav Kempf von „die Hundertschaft des Goldin“ her.

### Vertreter und Auflösung
Marquard I. von Pfullendorf (955/960–1019) wird als Graf in der Goldineshuntare zwischen 993 und 1019 genannt. Im 9. und 10. Jahrhundert wurde die Goldineshuntare des Öfteren erwähnt.
Um das Jahr 1050 wurde die Goldineshuntare in die Grafschaft Rohrdorf (Meßkirch) und die Grafschaft Sigmaringen aufgeteilt. Ob die Grafschaft Sigmaringen auf den Bezirk Goldineshuntare zurückgeht, muss noch näher erforscht werden. Dieter W. Mayer schreibt in seiner gründlichen Arbeit über die Grenzen der Grafschaft Sigmaringen im 16. Jahrhundert, man sei sich darüber im Klaren, dass die spätmittelalterlichen Grafschaften mit den karolingischen ihrem Wesen nach nichts mehr zu tun haben, weil sie auf völlig anderen Grundlagen beruhen.